# 米村
米村（法語：Mies）是瑞士联邦西部法语区的沃州下设的一个镇。在行政上属于尼永区管辖。米村的总面积为3.45平方公里。截至2010年底，总人口为1,830。

## 历史
1815年日内瓦加入瑞士之前，米村一直位于瑞士边境。

## 地理
米村东临莱芒湖，紧邻日内瓦州。